# Puntate di Hundred to Go
Le puntate della miniserie televisiva Hundred to Go sono state trasmesse in Italia in prima visione satellitare su Fox, canale a pagamento della piattaforma Sky, dal 24 ottobre al 21 novembre 2016.
| nº | Titolo                    | Prima TV         |
| -- | ------------------------- | ---------------- |
| 1  | Un nuovo mondo            | 24 ottobre 2016  |
| 2  | Ho bisogno del tuo aiuto  | 31 ottobre 2016  |
| 3  | Trova l'uomo senza doppio | 7 novembre 2016  |
| 4  | Unite la vostra visione   | 14 novembre 2016 |
| 5  | Lo abbiamo fatto          | 21 novembre 2016 |

## Un nuovo mondo

### Trama
Siamo nel 2116, il sonno di X1 è disturbato sempre dallo stesso sogno. La sua vita e quella del suo clone, X2, si svolgono nella tranquilla routine quotidiana. Lavorano nella stessa azienda, alla stessa postazione di lavoro, assieme a tantissime altre persone ed ai loro cloni. Nessuno può esistere lontano dal suo clone. Non esistono sentimenti. La loro vita è costantemente monitorata.
Fino a quando X1 non decide di allontanarsi dal suo clone e compiere un'azione incredibile: tornare nel 2016 e cambiare il corso del passato per annullare la scomparsa delle emozioni nell'uomo.

## Ho bisogno del tuo aiuto

### Trama
X2 scopre che il suo clone è scomparso. A casa, tramite il computer che controlla la sua vita e quella del suo clone, scopre che X1 negli ultimi tempi era irrequieto e che aveva ricevuto un video. Guardando il video, scopre l'esistenza del "Prescelto", un uomo che gli annuncia di essere l'unico che potrà cambiare il destino dell'intera umanità. Nel frattempo X1 piombato nel passato, nell'anno 2016, cerca di mettersi in contatto con il suo clone rimasto nel futuro con l'aiuto di Alice, una tatuatrice, e comunicando con il suo clone tramite un tatuaggio che si fa disegnare sulla pelle, tatuaggio che appare in contemporanea anche sul braccio di X2.

## Trova l'uomo senza doppio

### Trama
X1 e X2 stanno comunicando a 100 anni di differenza scrivendosi reciprocamente tatuaggi che si fanno comparire sui corpi.
Alice, la tatuatrice che scrive sul suo corpo nell'anno 2016, è scettica nei confronti dell'uomo, che vede comparire periodicamente nel suo negozio saltando la fila e chiedendole di tatuargli frasi senza apparente senso sul corpo.
Il suo scetticismo si spegne quando vede comparire dal nulla sul corpo di X1 un nuovo tatuaggio.
La scena si sposta su X2, che in mezzo al bosco, si sta tatuando la scritta che il suo doppio sta leggendo. È obbligato a vivere ai margini della società per evitare di essere catturato dalle forze governative che non permettono a nessuno di vivere senza il suo clone.
A fine puntata, in mezzo al bosco, X2 incontra il misterioso uomo che gli ha lasciato il videomessaggio.

## Unite la vostra visione

### Trama
X2 è in mezzo al bosco, faccia a faccia con quell'uomo misterioso, che si rivela essere un altro uomo senza doppio. È confuso, non sa cosa fare e l'uomo gli dice che hanno poco tempo, ma unendo le loro forze e le loro visioni potranno cambiare lo stato delle cose. Nel frattempo X1, nell'anno 2016, ha un aiuto inaspettato da parte di Alice, la tatuatrice, che gli fa ricordare alcuni particolari che gli erano sembrati inutili. E così si ricorda il suo arrivo nel passato e la ragazza che leggeva Seneca. E ricercando quella ragazza sulla riva trova il ragazzo con l'anello al dito. Lo stesso anello che è tatuato sulla sua pelle.

## Lo abbiamo fatto

### Trama
X1 e Alice seguono il ragazzo con l'anello al dito, fino ad un laboratorio, dove è custodita una strana apparecchiatura. Potrebbe essere quella che servirà per la triplicazione e l'inizio della rivoluzione che ha portato alla scomparsa delle emozioni.
X1 distrugge la macchina sperando, nel compiere quel gesto, di cambiare per sempre il futuro ed invece il fedele computer comunica ad X2 che niente sembra cambiato.
E così, nel presente, X1 capisce cosa deve ancora fare. Solo provando emozioni potrà cambiare lo stato delle cose, solo cominciando a provare qualcosa per Alice potrà far cambiare il futuro dell'uomo.

Quel futuro in cui, proprio grazie alle emozioni, X2 è destinato a non esistere più.